# Sammaltunturi
Sammaltunturi är ett berg i Finland.   Det ligger i den ekonomiska regionen  Fjäll-Lappland  och landskapet Lappland, i den norra delen av landet, 900 km norr om huvudstaden Helsingfors. Toppen på Sammaltunturi är 428 meter över havet.
Terrängen runt Sammaltunturi är platt åt sydväst, men åt nordost är den kuperad.  Trakten runt Sammaltunturi är nära nog obefolkad, med mindre än två invånare per kvadratkilometer. Närmaste större samhälle är Muonio, 17,4 km väster om Sammaltunturi. 